# Rüdiger Schleicher
Rüdiger Schleicher, född 14 januari 1895 i Stuttgart, död 23 april 1945 i Berlin, var en tysk jurist och motståndare till Adolf Hitler. Han var bland annat verksam vid Transportministeriet samt vid Berlins universitet, där hans ämbetsrum blev till en mötesplats för motståndsmän. Efter 20 juli-attentatet mot Adolf Hitler 1944 greps Schleicher och dömdes till döden av Volksgerichtshof. Tillsammans med bland andra Klaus Bonhoeffer, Hans John och Friedrich Justus Perels avrättades han i april 1945.